# كاليباتيرا
كاليباتيرا (بالإغريقية Καλλιπάτειρα)، هي سيدة من ياليسوس في رودس تنحدر من عائلة مشهورة من الرياضيين في اليونان القديمة. أُلقي القبض عليها أثناء حضورها الألعاب الأولمبية القديمة متنكرة في زي رجل، حيث تنكرت في زي مُدرب. أدى القبض عليها إلى إصدار قانون يُلزم المدربين بخلع ملابسهم قبل دخول الملعب.

## العائلة
كاليباتيرا هي حفيدة داماجيتوس، ملك ياليسوس. كان والدها، دياجوراس رودس، ملاكمًا مشهورًا وفائزًا أولمبيًا. فاز دياجوراس بالملاكمة في العديد من الألعاب اليونانية وقد كرَّمه بندار. كان إخوتها أيضًا أبطالًا للبانهيلينيين (Panhellenic games): حيث فاز داماجيتوس بأحداث بانكريشن وفاز أكوسيلاوس بالملاكمة. كان شقيقها الأصغر دوريوس هو الأكثر نجاحًا، حيث فاز بالبانكريشن في 21 مباراة مختلفة من الألعاب الهيلينية.
كانت كاليباتيرا أرملة وقت اعتقالها في أولمبيا، حيث كانت تحضر لدعم ابنها بيسيرودوس.

## القبض عليها في أولمبيا
كانت القوانين تسمح للّاعبين والعبيد بحضور الألعاب الأولمبية، ولكنها تمنع دخول النساء وحضورالمسباقات، وإلّا عوقبن بالموت وأُلْقِيَ بِهِنّ من جبل تيباوس. وكانت المرأة البالغة الوحيدة التي كان يمكنها حضور الألعاب هي كاهنة ديميترا.
أرادت كاليباتيرا أن تشاهد ابنها، بيسيرودوس، وهو يتبارى في المصارعة خلال الدورة الأولمبيّة السادسة والتسعين (سنة 396 قبل الميلاد). لذلك سافرت معه في رحلة طويلة من جزيرة رودوس إلى مدينة أولمبيا. وأقامت معه طوال فترة الاستِعداد متنكرة بزي رجل مدرب. تجرّأت كاليباتيرا وتجاهلت الحظر والعقوبة ودخلت متنكّرة كمُدرِّب وحضرت الألعاب الأولمبيّة. لكن بسبب حماستها الكبيرة والمبرّرة لفوز ابنها عندما علقت عباءتها في مكان ما فاتضح أنّها امرأة فاعتقلت. لم تُطبق عقوبة الإعدام عليها، لأنّ عائلتها كانت تتضمّن عدداً من الأبطال الأولمبيين (الأب، الزوج، ثلاثة إخوة، الابن وابن الأخ).
ظهرت قصتها في قصيدة للشاعر اليوناني الحديث لورنتزوس مافيليس.